# Samuel Tullberg
Samuel Tullberg, född 14 augusti 1815 i Klåveröd, Konga socken, död 7 april 1882 i Finja socken, var en svensk korpral och bondeledare.

## Biografi
Samuel Tullberg var son till husmannen Lars Jönsson och Bengta Nilsdotter. Han var 1838–1851 soldat och korpral vid Luggude kompani av Norra skånska infanteriregementet. Därefter ägnade han sig åt lantbruk och bodde som arrendator på olika ställen i Skåne, först i Karsholm i Oderljunga socken, sedan i Spjutseröd i Perstorps socken, där han gick i konkurs. 1868 bosatte han sig i Kärrstorp i Bosarps socken, där han köpte ett hus, och 1870 flyttade han till Västra Torup.

## Tullbergska rörelsen
Samuel Tullberg lärde vid denna tid känna de skånska frälseböndernas tunga arrendepålagor i form av dagsverken och naturaleveranser till godsherrarna. Han tog sig därför an böndernas sak och uppträdde som sakförare inför rätta. Hans verksamhet fick småningom en vidsträckt omfattning. Genom studiet av gamla men bristfälliga jordeböcker hade han kommit till uppfattningen att staten i stället för godsägarna var rätta ägaren till ett stort antal hemman, som nu låg under godsen. De skulle under danska tiden ha tillhört kronan, men vid Skånes övergång till Sverige genom orätta manipulationer ha övergått i adelns ägo och blivit frälse. Under inflytande av den försämrade ekonomiska situationen på 1860-talet vann Tullbergs agitation för denna åsikt stor anslutning bland bönderna, som på många håll vägrade att längre fullgöra sina skyldigheter mot godsägarna och i stället begärde att få antingen bli kronoarrendatorer eller få friköpa sina gårdar. 1867–1868 fick rörelsen vidsträckt spridning i Skåne. När godsägarna stämde sina bönder för kontraktsbrott och dessa blev vräkta från sina gårdar kom det på en del håll till oroligheter, varför myndigheterna inför godsägarnas påtryckningar såg sig tvingade att ingripa. Tullberg häktades i februari 1869 men frikändes och släpptes efter någon tid. Den hotfulla stämningen bland bönderna lade sig efterhand, sedan man kommit underfund med att Tullbergs åsikter om äganderättsförhållandena inte ägde något stöd i offentliga handlingar. Saken togs även upp i riksdagen men ledde inte till några beslut. Den Tullbergska rörelsen kom dock att rikta uppmärksamheten på hoveriböndernas svåra förhållanden och bidrog därigenom till att dessa kom att förbättras under slutet av 1800-talet.